# 近接戦闘車
近接戦闘車（きんせつせんとうしゃ）は、防衛省が開発を検討していた装輪装甲車である。2006年（平成18年）度から2009年（平成21年）度にかけて要素研究（近接戦闘車用機関砲システムの研究）が行われたが、装備化に向けた開発事業は行われていない。

## 概要
陸上自衛隊の普通科部隊及び機甲科偵察部隊が装備し、装甲戦闘車両などの撃破や情報収集を行うために使用する車両である。87式偵察警戒車の後継である「偵察型」と、89式装甲戦闘車の後継である「人員輸送型」が検討されており、「偵察型」には車体後部上面に対地センサが装備されるという。
本事業のすぐ後、2007年（平成22年度）から2008年にかけて、新型の装輪装甲車体に後述するテレスコープ弾機関砲と、センサー機材のマストを搭載する高射機関砲システムが試作されたが、これも装備化に到らなかった。

### 火力
武装については砲塔に国産開発の40mmテレスコープ弾機関砲（CTA機関砲）を装備すると見られる。使用弾種は徹甲弾（APFSDS）と調整破片弾の二種類のテレスコープ弾が用意され、状況に応じて迅速な弾種切替を可能にさせるという。徹甲弾は主に装甲戦闘車両へ対して使用される弾種で、調整破片弾は砲口から射出される瞬間、時限信管に炸裂までの時間などを設定可能な弾種だという。
テレスコープ弾（Cased Telescoped Ammunition）とは、弾丸が薬莢内に埋め込まれた構造の弾薬である（従来使われている通常の弾薬は弾丸の後ろに薬莢が取り付けられた構造）テレスコープ弾は通常の弾薬に比べて技術的に難しい点があるものの、全長が短いため通常の弾薬と比べて2/3程度の体積にする事ができるとされている。これにより、弾薬をより多く格納可能になるほか、装填・抽筒に要する時間を短縮できるため、機関砲の発射速度を速くする事ができるといった利点があるとされている。

## 共通戦術装輪車
近接戦闘車は装備化に向けた開発事業がなされていないが、2010年代末頃から、16式機動戦闘車からの派生型として、歩兵戦闘車型と偵察戦闘車型に加えて自走迫撃砲型を開発する「共通戦術装輪車｣の計画が伝え聞かれるようになる。その試作品とみられる車両が2022年9月末に目撃されている。主砲は既存の30mm機関砲（Mk 44 ブッシュマスター II）が搭載されている模様である。
その後、2024年度（令和6年度）予算に共通戦術装輪車（歩兵戦闘車型）24両及び共通戦術装輪車（機動迫撃砲型）8両の取得が計上された。